# (8610) Goldhaber
(8610) Goldhaber (1977 UD) – planetoida z pasa głównego asteroid okrążająca Słońce w ciągu 3,78 lat w średniej odległości 2,43 au. Odkryta 22 października 1977 roku.